# Detta O'Cathain
Detta O'Cathain, baronne O'Cathain, (nom de famille prononcé oh ka-HOYN, née le 2 février 1938, comté de Limerick), et morte le 23 avril 2021, est une femme d'affaires britannique d'origine irlandaise et une femme politique conservatrice. 

## Jeunesse
Elle est la fille de Caoimhín et Margaret (née Prior) Ó Catháin et elle est née Margaret MB Ó Cathain à Cork. Elle fait ses études au couvent de Laurel Hill à Limerick, avant d'obtenir un BA à l'University College Dublin et d'émigrer en Angleterre.

## Carrière dans les affaires
Elle est administratrice de nombreuses entreprises. Elle est directrice non exécutive de Midland Bank de 1984 à 1993, de Tesco de 1985 à 2000 et de British Airways de 1993 à 2004. Elle est directrice générale du Milk Marketing Board d'Angleterre et du Pays de Galles de 1984 à 1989 et du Barbican Centre de 1990 à 1995. Elle est également administratrice de BNP Paribas (Royaume-Uni) et d'Allders. Dans les honneurs du Nouvel An 1993, elle est nommée Officier de l'Ordre de l'Empire britannique (OBE).

## Carrière politique
La baronne O'Cathain fait de nombreuses apparitions à l'heure des questions de la BBC dans les années 1980. Elle est faite pair à vie comme baronne O'Cathain, du Barbican dans la ville de Londres, le 21 juin 1991 et siège à la Chambre des lords sur les bancs conservateurs. Elle siège dans un certain nombre de commissions au sein de la Chambre, notamment la commission de la Constitution et la commission des affaires économiques. Elle siège actuellement au comité de l'Union européenne et préside la sous-commission du marché intérieur, des infrastructures et de l'emploi.
Elle est connue pour ses opinions socialement conservatrices, en particulier ses efforts pour maintenir l'interdiction aux couples de même sexe d'adopter, et assume un rôle de leadership contre les droits des homosexuels après la mort de Lady Young.
En 2014, la baronne O'Cathain est choisie pour présider l'enquête de la Chambre des lords sur l'utilisation civile des systèmes d'aéronefs télépilotés (RPAS), des dispositifs communément appelés drones.